# 원로원

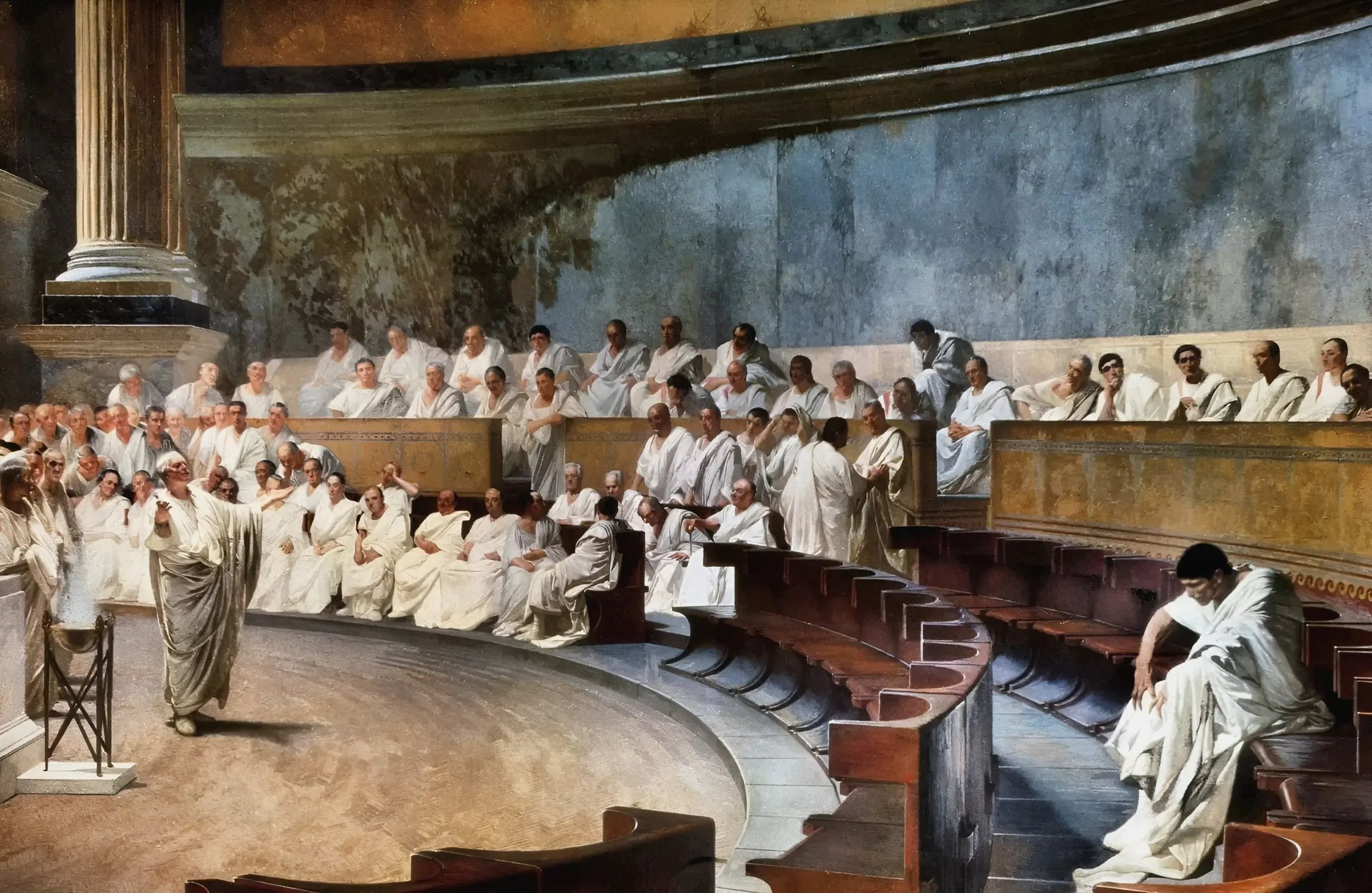
마르쿠스 툴리우스 키케로가 로마 원로원에서 카틸리나 모의 사건에 대해 연설하는 모습

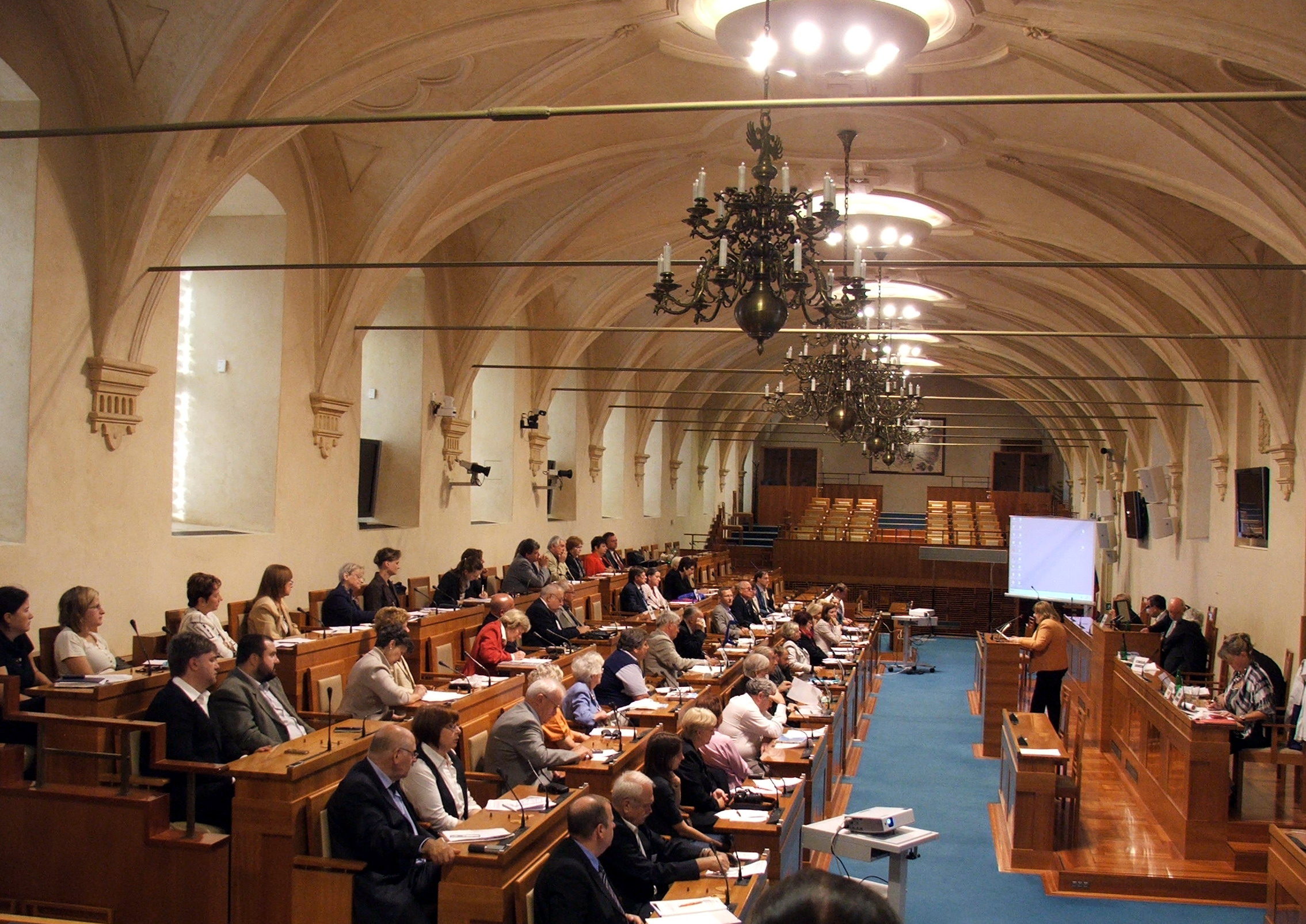
발트슈타인궁에 있는 체코 상원의 토론실

원로원(元老院, 라틴어: Senatus, 영어: senate)은 고대사회의 의회 또는 상원 등에 해당하는 회의체이다. 숙고집회이며, 종종 양원제 입법부의 상원 또는 원 (입법부)이다. 역사상 이와 같은 회의체가 있어왔으며 낱말 senate는 사회와 지배계급에서 가장 나이가 많고 똑똑한 구성원들의 모임을 가리킨다. 최초의 공식적인 원로원 가운데 두 가지가 스파르타의 게루시아와 로마 원로원이 있다.
이 이름은 고대 로마의 로마 원로원(라틴어: Senatus)에서 유래했는데, 이는 연장자(라틴어: senex는 "연장자" 또는 "노인"을 의미)들이 모인 집단으로 여겨졌기 때문에 사회나 지배계급의 더 현명하고 경험이 풍부한 구성원들로 간주되었다. 그러나 로마 원로원은 어떤 면에서도 현대 의회주의의 조상이거나 전신이 아니었는데, 로마 원로원은 법적으로 입법 기관이 아니었기 때문이다.
많은 나라에는 원로원이라는 이름의 의회가 있으며, 구성원인 상원의원들은 해당 국가에 따라 선거로 선출되거나, 임명되거나, 상속을 통해 직함을 얻거나, 다른 방법으로 구성원이 될 수 있다. 현대 원로원은 일반적으로 하원에서 통과된 입법을 검토하는 "신중한 재고"를 위한 기관 역할을 하며, 하원 구성원들은 보통 선출된다. 대부분의 원로원은 해당 하원과 비교하여 비대칭적인 의무와 권한을 가지는데, 이는 예를 들어 중요한 정치적 직책을 채우거나 특별법을 통과시키는 등의 특별한 의무를 가진다는 것을 의미한다. 반대로 많은 원로원은 심의 중인 법안을 변경하거나 중단시키는 데 제한적인 권한을 가지며, 법안을 지연시키거나 거부하려는 노력은 하원이나 다른 정부 부서에 의해 무시될 수 있다.

## 개요
현대어 'senate'는 라틴어 'senātus'(원로원)에서 유래했으며, 이는 'senex'('노인')에서 왔다. 원로원의 구성원 또는 입법자를 상원의원이라고 부른다. 라틴어 'senator'는 영어 철자법상 변화 없이 영어로 채택되었다. 그 의미는 자문 또는 의사 결정 권한이 가장 나이 많은 남자들에게 유보되었던 매우 고대적인 사회 조직 형태에서 파생되었다. 같은 이유로, 원로원이라는 단어는 고등 교육 기관의 학부의 심의 기구와 같이 공동체에서 가장 나이 많은 구성원들로 구성된 모든 강력한 권위 기관을 지칭할 때 올바르게 사용된다. 이러한 형태의 적응은 신체의 구성원들의 권력을 보여주기 위해 사용되었으며, 의사 결정 과정이 철저하게 이루어지도록 하기 위함이었다. 이는 오랜 시간이 걸릴 수 있었다. 원래의 원로원은 적어도 서기 603년까지 지속된 로마 원로원이었다, 비록 중세 로마에서 이를 부활시키려는 여러 노력이 있었지만 말이다. 동로마 제국에서는 동로마 원로원이 1202~1204년경 제4차 십자군까지 지속되었다. 여성형인 senatrix도 존재했다.

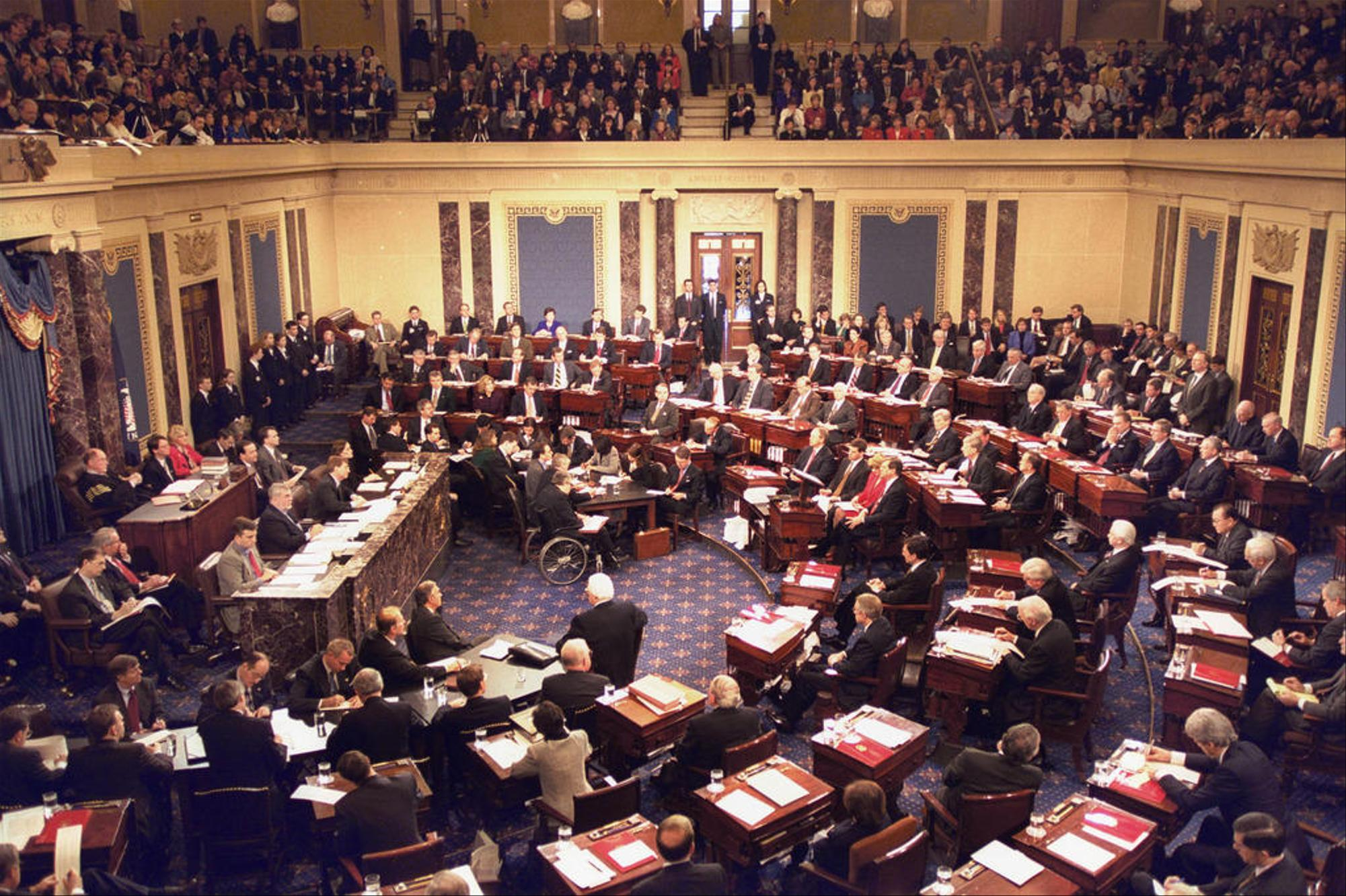
미국 상원의 회의 모습

양원제 의원내각제를 채택한 현대 민주주의 국가들은 때때로 원로원을 갖추고 있으며, 이는 일반적으로 하원과 구별되는데, 하원은 "하원", "서민원", "대의회", "국민의회", "입법의회", 또는 "하원" 등 다양한 이름으로 불리며, 선거 규칙에 따라 구별된다. 여기에는 유권자와 후보자에 대한 최소 연령 요구 사항, 한 의회가 비례대표제를 사용하고 다른 의회가 다수주의 또는 다수 대표제에 기반하여 선출되는 방식, 그리고 선거 기반 또는 선거인단이 포함될 수 있다. 일반적으로 원로원은 상원으로 불리며 하원보다 구성원 수가 적다. 일부 연방국가에서는 주 차원에서도 원로원이 존재한다. 미국에서는 대부분의 주와 준주에 원로원이 있으며, 네브래스카주, 괌, 미국령 버진아일랜드 (이들 입법부는 단원제이며 "입법부"라고 불리지만, 구성원들은 자신을 "상원의원"이라고 부른다)와 컬럼비아 특별구 (단원제 입법부가 "의회"라고 불린다)는 예외이다. 연방 차원에는 미국 상원도 있다. 유사하게 아르헨티나에서는 연방 차원의 아르헨티나 상원 외에도, 국가의 아르헨티나의 주 중 8개 주, 즉 부에노스아이레스주, 카타마르카주, 코리엔테스, 엔트레리오스주, 멘도사주, 살타주, 산루이스주 (1987년부터) 및 산타페주는 양원제 입법부와 원로원을 가지고 있다. 코르도바주 (아르헨티나)와 투쿠만주는 각각 2001년과 2003년에 단원제로 변경되었다.
오스트레일리아와 캐나다에서는 연방 의회의 상원만이 원로원으로 알려져 있다. 오스트레일리아의 주와 준주 중 퀸즐랜드주를 제외한 모든 주는 입법회로 알려진 상원을 가지고 있다. 여러 캐나다 주도 한때 입법회를 가졌으나, 이들은 모두 폐지되었으며, 마지막은 1968년 퀘벡주의 퀘벡 입법회였다.
독일에서는 독일의 주 의회의 마지막 원로원이었던 바이에른 원로원이 2000년에 폐지되었다.
원로원 구성원의 선출은 선거 또는 임명을 통해 결정될 수 있다. 예를 들어, 필리핀 상원의 경우 상원의원의 임기는 6년이며, 3년마다 전체 구성원의 절반에 대한 선거가 실시된다. 대조적으로, 캐나다 상원의 구성원들은 캐나다 총독이 캐나다 총리의 추천을 받아 임명하며, 사임하거나, 해임되거나, 의무 정년인 75세가 될 때까지 직위를 유지한다.

## 대안적 의미
그러나 원로원과 상원의원이라는 용어가 반드시 입법부의 두 번째 의회를 지칭하는 것은 아니다:
- 핀란드 원로원은 1918년까지 행정부이자 대법원이었다.
- 라트비아 원로원 (lv)은 전간기(1918~1940) 동안 유사한 사법 기능을 수행했다.
- 독일 정치에서:
  - 독일의 주 중 도시국가(독일어: Stadtstaat)를 형성하는 주, 즉 베를린 (베를린 원로원), 브레멘주 (브레멘 원로원), 함부르크 (함부르크 원로원)에서는 원로원(독일어: Senat)이 행정부이며, 상원의원(Senator)은 각료 직책을 맡는 사람들을 지칭한다.[7]
  - 한자 동맹(주로 발트해와 북해 연안의 항구 도시 연합)의 전 회원 도시 중 일부, 예를 들어 그라이프스발트, 뤼베크, 로스토크, 슈트랄준트, 비스마르에서는 시 정부를 원로원이라고도 부른다. 그러나 바이에른주에서는 원로원이 1999년 폐지될 때까지 제2 입법부 의회였다.
- 독일 법학에서:
  - 상위 항소 법원에서 Senat(원로원)이라는 용어는 넓은 환유적 의미에서 "법관단"을 의미하며, 사법 구성원들을 총칭하여 설명한다(보통 다섯 명의 법관으로 구성). 이는 종종 특정 사물 관할을 다룬다. 그러나 법관들은 "상원의원"이라고 불리지 않는다. 독일 법원에서 Strafsenat(직역하면 "형사 원로원")는 형사관할권의 법관단으로 번역되고, Zivilsenat(직역하면 "민사 원로원")는 사법의 법관단으로 번역된다. 독일 연방헌법재판소는 각각 8명의 법관으로 구성된 두 개의 원로원으로 이루어져 있다. 이 경우 분할은 주로 업무량 분담을 위한 조직적 성격이 강하며, 두 원로원 모두 동일한 유형의 헌법 사건을 처리한다. 과거에는 한 원로원이 더 보수적이고 다른 원로원이 더 진보적이라고 여겨지기도 했지만, 2011년 현재는 그렇지 않다.
- 스코틀랜드에서는 스코틀랜드 대법원의 법관들을 법관단 상원의원이라고 부른다.
- 일부, 주로 단원제 입법부를 가진 연방국가에서는 일부 입법자가 다른 방식과 다르게 선출되며 상원의원이라고 불린다. 연방국가에서 이러한 상원의원들은 영토를 대표하는 반면, 다른 구성원들은 일반 대중을 대표한다(이러한 장치는 양원제를 설립할 필요 없이 연방 대표성을 허용하기 위해 사용된다). 이는 세인트키츠 네비스, 코모로, 미크로네시아의 경우이다. 다른 비연방국가에서는 상원의원이라는 용어 사용이 그러한 구성원들과 나머지 입법자들 간의 다른 차이(예: 선출 방식)를 나타낸다. 이는 도미니카 연방의 도미니카 연방 하원과 세인트빈센트 그레나딘의 세인트빈센트 그레나딘 하원의 경우이다. 2022년까지는 저지 의회에서도 마찬가지였다.[8]
- 웨일스에서는 라틴어 Senatus를 웨일스어로 "Senedd"로 번역한다 (영어의 'Senate'에 해당). 이 단어는 처음에 지금은 웨일스 의회 건물로 불리는 건물을 특별히 지칭하는 데 사용되었지만, 나중에는 이 건물이 수용하는 환유적 의미의 자치 단원제 입법부인 "웨일스 국민의회"를 지칭하는 환유가 되었으며, 2020년 5월에 "Senedd Cymru" 또는 "웨일스 의회"라는 이름을 채택하면서 "웨일스 의회"라는 용어가 웨일스어와 영어 모두에서 이 기관의 일반적인 약칭이 되었다. 웨일스어에는 "의회"라는 단어의 직접적인 번역이 없으며, Senedd(Senate와 어원이 같음)는 "원로원"과 "의회"를 모두 의미한다.
- 학술 원로원은 일부 대학교의 이사회이다.
- 그리스의 그리스 독립 전쟁 초기 단계에서 그리스 반군에 의해 다양한 지역 입법 및 행정 기관이 설립되었다. 이들 중 두 기관은 "원로원"으로 불렸는데, 펠로폰네소스 원로원과 서부 본토 그리스 원로원이다.

## 국회 상원 목록
- 앤티가 바부다
- 아르헨티나
- 오스트리아
- 오스트레일리아
- 바하마
- 바베이도스
- 벨기에
- 벨리즈
- 볼리비아
- 브라질
- 부룬디
- 캄보디아
- 카메룬
- 캐나다
- 차드
- 칠레
- 콜롬비아
- 콩고 민주 공화국
- 콩고 공화국
- 체코
- 도미니카 공화국
- 이집트
- 에스와티니
- 프랑스
- 가봉
- 독일
- 그레나다
- 아이티
- 인도
- 인도네시아
- 아일랜드
- 이탈리아
- 코트디부아르
- 자메이카
- 일본
- 요르단
- 케냐
- 카자흐스탄
- 레소토
- 라이베리아
- 마다가스카르
- 말레이시아
- 멕시코
- 네팔
- 네덜란드
- 나이지리아
- 팔라우
- 파키스탄
- 파라과이
- 필리핀
- 폴란드
- 루마니아
- 러시아
- 르완다
- 세인트루시아
- 소말리아
- 스페인
- 스위스
- 태국
- 토고
- 트리니다드 토바고
- 미국
- 우즈베키스탄
- 우루과이
- 웨일스
- 짐바브웨

## 폐지 및 미설립 상원
- 1863 그리스[Note 1]
- 1904 산티아고델에스테로주, 아르헨티나
- 1954 몰디브[9]
- 1958 수단
- 1966 케냐 (2013년 복원)[Note 2]
- 1971 실론 (현 스리랑카)
- 1979 이란
- 1990 투쿠만주, 아르헨티나
- 1981 남아프리카 공화국[Note 3]
- 1993 중화민국 (대만)[Note 4]
- 2000 바이에른주, 독일
- 2001 코르도바주 (아르헨티나), 아르헨티나
- 2017 모리타니

- 603 로마 공화국/제국
- 1204 동로마 제국
- 1865 아메리카 연합국
- 1831–1879 몬테네그로
- 1931–1941 유고슬라비아
- 1939 체코슬로바키아
- 1947 영국령 버마
- 1958 쿠바
- 1959 이라크
- 1961 대한민국
- 1969 리비아
- 1972 북아일랜드
- 1972 필리핀 (1987년 복원)[Note 5]
- 1974 에티오피아
- 1975 베트남 공화국
- 1979 로디지아

- 1847 코스타리카[Note 6]
- 1866 스웨덴
- 1871 코스타리카[Note 6]
- 1886 엘살바도르[Note 7]
- 1890 일본
- 1901–1903 세르비아
- 1917 러시아
- 1919 코스타리카[Note 6]
- 1919 핀란드
- 1926 포르투갈
- 1928 알바니아
- 1930 바이아, 브라질
- 1930 세아라, 브라질
- 1930 페르남부쿠, 브라질
- 1930 상파울루, 브라질
- 1935 필리핀 (1945년 복원)[Note 5]
- 1937 아일랜드
- 1949 몰타
- 1950 인도네시아 (2001년 지역대표의회로 복원)
- 1964 영국령 기아나 (현 가이아나)
- 1970 실론
- 1978 에콰도르
- 1978 필리핀 (1987년 복원)[Note 5]
- 1979 이란
- 1979 니카라과
- 1982 튀르키예[Note 8]
- 1993 페루
- 2000 베네수엘라
- 2012 세네갈
- 2013 피지

- 1989 레바논
- 1994 말라위
- 1995 조지아
- 2004 이라크
- 2015 중앙아프리카 공화국

## 같이 보기
- 로마 원로원
- 알프스산아래 원로원
- 이탈리아 왕국 원로원
- 이탈리아 공화국 원로원